# Parque Natural do Douro Internacional
Parque Natural do Douro Internacional är en naturpark i nordöstra Portugal vid gränsen till Spanien. Den skiljs genom floden Douro (spanska. Duero) från Parque Natural Arribes del Duero på den spanska sidan.
Parken täcker en yta av 192 605 hektar och utgörs av ett högplatå vid cirka 700 till 800 meter över havet. Regionen är täckt av skog med ekar, arter av alsläktet, av askar och av videsläktet. I området finns även extensiv odling med vindruvor, olivträd, mandel och apelsin. På betesmarkerna hittas får och den inhemska nötkreaturrasen Mirandesa.
Ett ofta besökt utflyktsmål är en klippa där floden Douro skär genom. Typiskt är ett rikt fågelliv med kungsörn, hökörn, röd glada, smutsgam, svart stenskvätta, ängshök och svart stork. I parken har flera vandringsleder gjorts i ordning.